# Kim Song-sun
Kim Song-sun (korejsky 김송순, anglický přepis: Kim Song-soon; * 7. června 1940 Pchjongjang) je bývalá severokorejská rychlobruslařka.
V roce 1963 poprvé startovala na světovém šampionátu a umístila se zde na 11. příčce. Zúčastnila se Zimních olympijských her 1964 (1500 m – 4. místo, 3000 m – 7. místo). V témže roce pronikla na Mistrovství světa do první desítky, neboť skončila sedmá. Největšího úspěchu dosáhla na MS 1966, kde získala stříbrnou medaili. Poslední závody absolvovala v roce 1967. Na tehdejším světovém šampionátu byla devátá.